# Neuchâtel Université Club Volleyball
Neuchâtel Université Club Volleyball (abgekürzt NUC Volleyball) ist ein Schweizer Frauen-Volleyballverein aus Neuenburg NE (französisch Neuchâtel). Er wurde 1961 gegründet. Seit 2009 spielt die erste Frauenmannschaft in der schweizerischen „Nationalliga A“, zunächst als Sagres NUC und seit 2015 als Viteos NUC.
Seit dem Aufstieg 2009 gehört NUC Volleyball zu den Spitzenteams im Schweizer Frauenvolleyball. Die Frauen erreichten mehrfach das Pokalfinale und hatten in der Meisterschaft zahlreiche Platzierungen auf dem Siegertreppchen. In der Saison 2018/19 wurde man Schweizermeister und gewann den nationalen Pokal sowie den Superpokal. 2019/20 gewann man erneut den Superpokal, bevor die Saison wegen der COVID-19-Pandemie abgebrochen wurde. 2020/21 und 2021/22 gewannen die Frauen erneut die Schweizer Meisterschaft. Die Mannschaft nimmt seit 2010 auch ununterbrochen am europäischen CEV-Pokal oder Challenge Cup teil. 2023, 2024 und 2025 gewann NUC das Double aus Meisterschaft und Cup. 2024 erreichte das Team auf europäischer Ebene zudem das Finale des CEV-Cups. Von 2018 bis 2025 war Lauren Bertolacci Trainerin. Unter ihr gewann NUC sechs Meistertitel, viermal den Cup und sechsmal den Super-Cup.
Die zweite Frauenmannschaft spielt in der „Nationalliga B“. Darüber hinaus gibt es mehrere Jugendmannschaften.